# Hakea polyanthema
Hakea polyanthema är en tvåhjärtbladig växtart som beskrevs av Friedrich Ludwig Diels. Hakea polyanthema ingår i släktet Hakea och familjen Proteaceae. Inga underarter finns listade i Catalogue of Life.